# Морской (Чернышковский район)
Морско́й — хутор в Чернышковском районе Волгоградской области. Входит в состав Тормосиновского сельского поселения.

## География
Хутор расположен на юго-западе Волгоградской области, примерно в 45 км к юго-востоку от посёлка городского типа Чернышковский, на северной границе массива Цимлянских песков, по линии грунтовой автодороги Нижнегнутов — Тормосин.

## История
Хутор Морской (Кругло-Морской) основан в начале XIX века. Впервые обозначается на "Подробной карте земли Войска Донского 1822 года. Название хутор получил от расположенных вблизи озёр и лиманов.. По другой версии, хутор Морской основан казаком Морсковым.
До революции в Морском проживали в основном старообрядцы.
По данным «Списка населенных мест Земли Донского войска» за 1859 год на территории хутора Кругло-Морской площадью 53 версты в 29 дворах проживало: 115 человек мужского пола и 163 женского. Хутор развивался и рос стремительными темпами и уже по данным «Списка населенных мест Земли Донского войска» переписи за 1873 год в х. Морской было: дворов — 130; число жителей м.п. — 361, ж.п. — 390.
На хуторе есть братская могила, на которой в 1966 году был установлен памятник. Через несколько десятилетий памятник пришёл в негодность, и вместо него установили новый обелиск.

## Население
| 2010 |
| ---- |
| 287  |